# ساندویچ سوسیس
ساندویچ سوسیس ساندویچی حاوی سوسیس پخته‌است. ممکن است از یک رول نان مستطیلی مانند باگت یا رول سیاباتا، و حلقه‌های تکه‌شده یا کامل سوسیس، مانند سوسیس ایتالیایی داغ یا شیرین، سوسیس لهستانی، سوسیس آلمانی (knackwurst، سوسیس سفید، bratwurst , bockwurst) تشکیل شده باشد. مرگوئز مدیترانه ای، آندویی یا کوریزو. تاپینگ‌های محبوب عبارتند از خردل، سس قهوه ای، سس کچاپ، سس باربیکیو، سس استیک، فلفل، پیاز، کلم ترش، چیلی و سالسا.

## بریتانیا
در بریتانیا، ساندویچ سوسیس ("سوسیس sarnie " یا " buty " در زبان عامیانه انگلیسی، یا "piece 'n' sousage" در انگلیسی اسکاتلندی) معمولاً در کافه‌های بریتانیا و غرفه‌های غذای کنار جاده‌ای یافت می‌شود.
اگرچه یک صبحانه محبوب است، اما می‌توان آن را در هر زمانی از روز خریداری و مصرف کرد. ترکیبات محبوب عبارتند از سوسیس و بیکن، سوسیس و تخم مرغ، سوسیس و پیاز سرخ شده، و سوسیس و گوجه فرنگی.
سوسیس‌ها اغلب در نان رول یا نان هات داگ، به خصوص در کباب‌ها سرو می‌شوند. در شمال شرق آنها اغلب در یک کیک استوتی سرو می‌شوند.
در اسکاتلند، سوسیس لورن را می‌توان جایگزین کرد و معمولاً در صبحانه یا با باپ سرو می‌شود.

## استرالیا و نیوزلند
در استرالیا و نیوزلند، انواع مختلف اغلب در جشن‌های مدرسه و سایر فعالیت‌های جمع‌آوری کمک به فروش می‌رسد. سوسیس روی کباب پز در یک فضای باز پخته می‌شود و با پیاز کبابی روی یک تکه نان تا شده با گوجه فرنگی یا سس باربیکیو سرو می‌شود. این فعالیت معمولاً به عنوان " سوسیس سیزل " شناخته می‌شود. علاوه بر جشن‌ها، جمع‌آوری‌های کمک مالی و بازارها، در سال‌های اخیر، برگزاری منظم «سوسیس‌های سیزل» در خارج از خرده‌فروشی‌های بزرگ در آخر هفته‌ها (اغلب برای اهداف خیریه) مانند بانینگ، گروه ویرهاوس یا هاروی نورمن رایج شده‌است. سوسیس‌هایی که توسط گروه‌های اجتماعی سازمان‌دهی می‌شوند نیز در محل‌های رای‌گیری رایج است، جایی که ساندویچ‌های سوسیس به‌عنوان «سوسیس دموکراسی» شناخته می‌شوند.
در اکثر ایالت‌های استرالیا، مانند نیو ساوت ولز، کوئینزلند، استرالیای غربی و تاسمانی، سوسیس‌هایی که در یک تکه نان فروخته می‌شوند به عنوان «ساندویچ سوسیس» شناخته می‌شوند. با این حال، در جاهای دیگر، مانند ویکتوریا و استرالیای جنوبی، اینها به عنوان «سوسیس در نان» شناخته می‌شوند و ساندویچ سوسیس به ساندویچ ساخته شده با دو تکه نان، یک سوسیس ریز شده (اغلب سرد) و سس گوجه فرنگی یا چتنی اشاره دارد.

## آفریقای جنوبی
در آفریقای جنوبی، یک نوع رایج به عنوان رول بوئروورز یا به صورت محاوره ای «بوری» شناخته می‌شود. مشابه انواع Oceanic، سوسیس بر روی کباب braai (باربیکیو) پخته می‌شود و معمولاً با پیاز کبابی روی نان رول به سبک هات داگ همراه با سس کچاپ گوجه فرنگی یا سس باربیکیو، چاتنی یا سس فلفلی شیرین سرو می‌شود.

## ایالات متحده

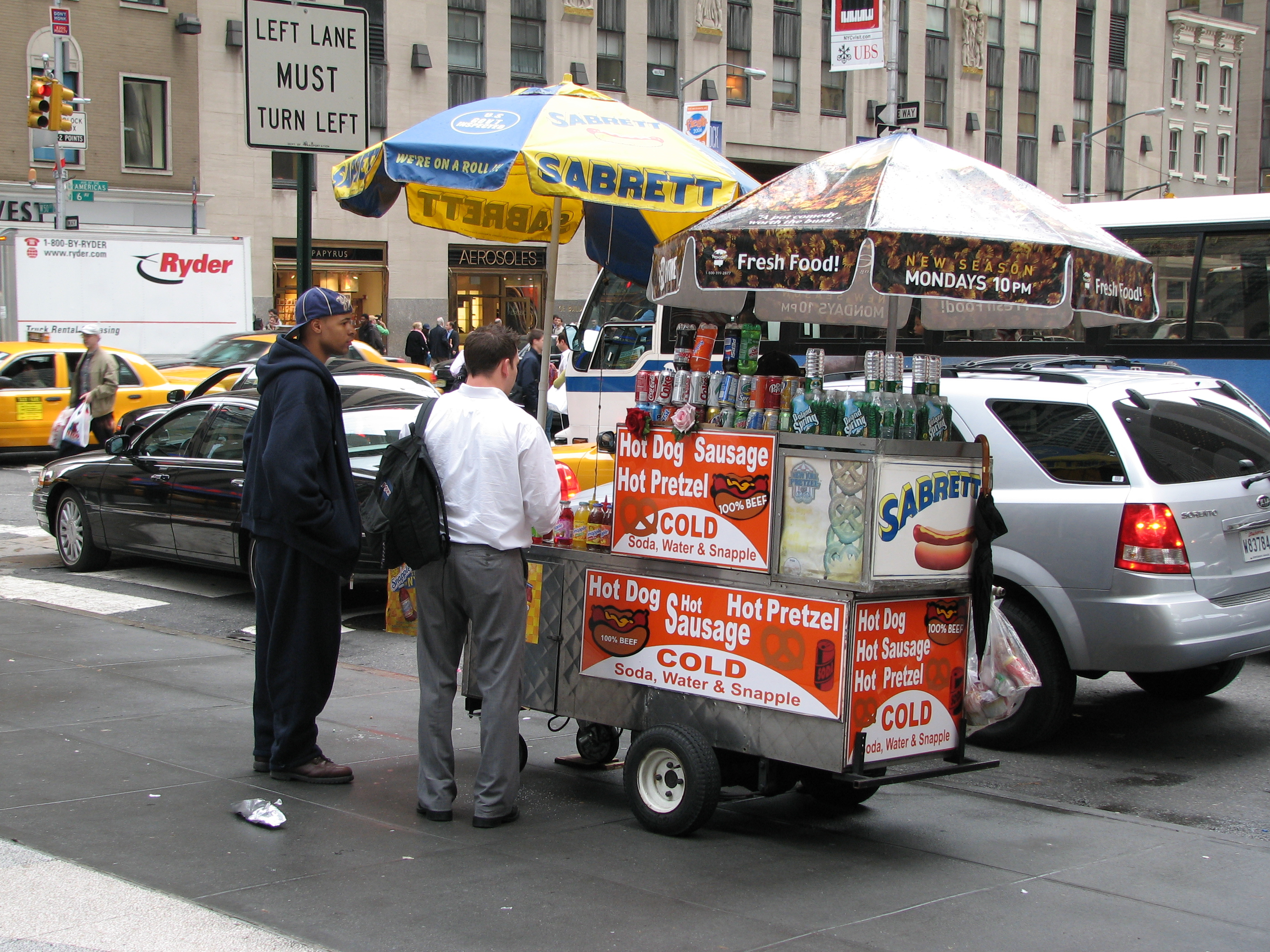
فروشنده ساندویچ سوسیس

در ایالات متحده، ساندویچ سوسیس به‌طور گسترده‌ای محبوب است. یکی از انواع آن، که در عامیانه به عنوان هات داگ شناخته می‌شود، به ویژه در رویدادهای ورزشی، کارناوال‌ها، سواحل و نمایشگاه‌ها محبوب است. آنها همچنین در بسیاری از اغذیه فروشی‌ها و همچنین غرفه‌های غذا در گوشه خیابان‌های شهرهای بزرگ فروخته می‌شوند. بسیاری از فروشندگان هات داگ آمریکایی ساندویچ‌های سوسیس لهستانی، ایتالیایی، مکزیکی و آلمانی (به عنوان مثال براتوورست) را علاوه بر خوراک معمولی خود سرو می‌کنند.
ساندویچ‌های سوسیس که روی نان تست، بیگل، مافین انگلیسی، بیسکویت یا نان زمل قرموما به عنوان ساندویچ صبحانه شناخته می‌شوند.

## آلمان

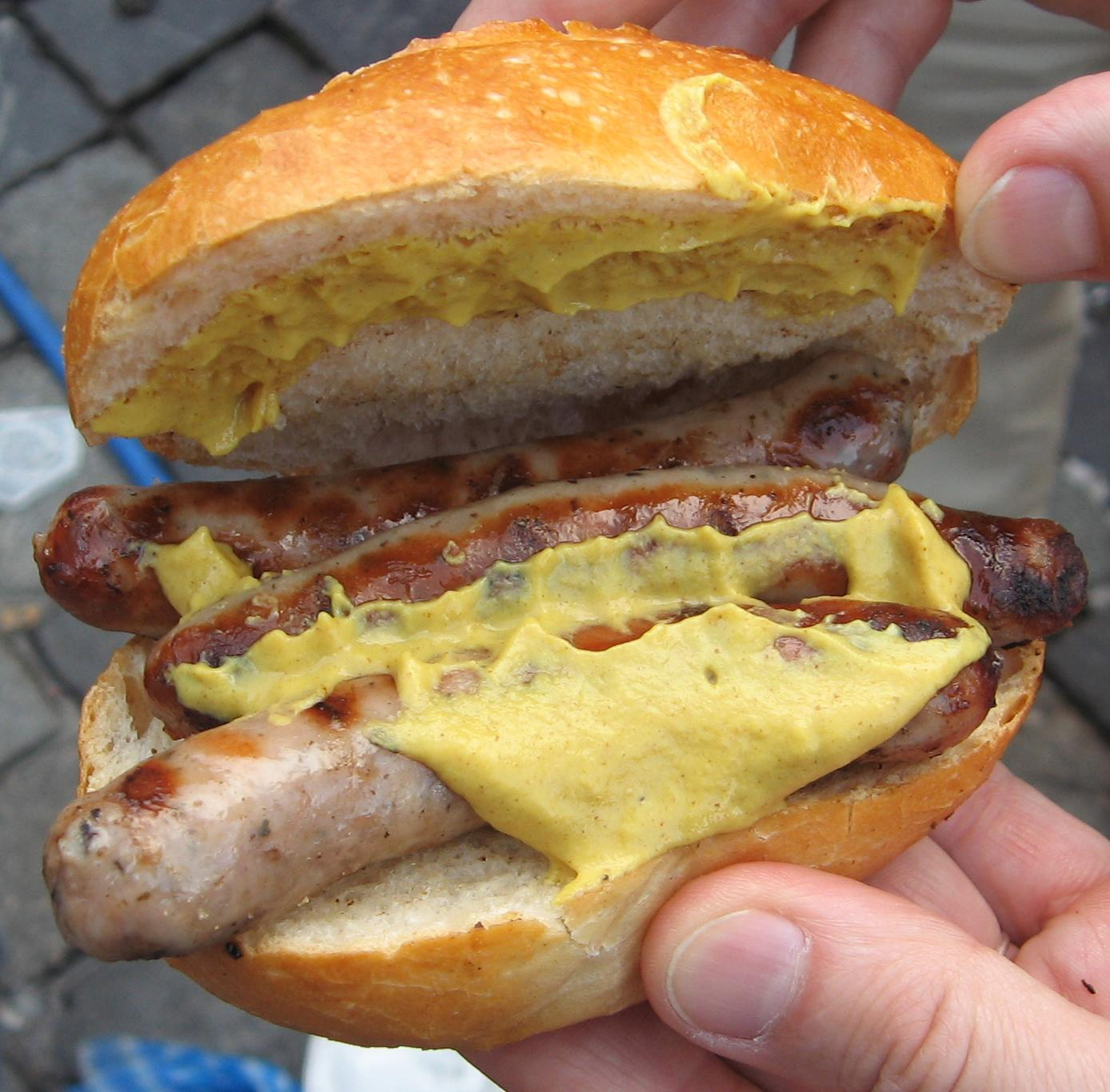
Drei im Weggla

یک ساندویچ سوسیس به نام Drei im Weckla (به معنای واقعی کلمه سه در یک نان؛ همچنین املای Drei im Weggla) دارای سه Nürnberger Rostbratwürste، همان‌طور که از نام میان‌وعده مشخص است، و خردل در یک رول نان برش داده شده‌است.